# Chelidoperca
Chelidoperca is een geslacht van straalvinnige vissen uit de familie van zaag- of zeebaarzen (Serranidae). Het geslacht is voor het eerst wetenschappelijk beschreven in 1895 door Boulenger.

## Soorten
- Chelidoperca hirundinacea Valenciennes, 1831
- Chelidoperca investigatoris Alcock, 1890
- Chelidoperca lecromi Fourmanoir, 1982
- Chelidoperca margaritifera Weber, 1913
- Chelidoperca pleurospilus Günther, 1880